# Saint-Gilles-lez-Termonde
Pour les articles homonymes, voir Saint-Gilles.
Saint-Gilles-lez-Termonde (en néerlandais : Sint-Gillis-bij-Dendermonde) ou Saint-Gilles (Sint-Gillis) est une section de la ville belge de Termonde dans le Denderstreek située en Région flamande dans la province de Flandre-Orientale. C'était une commune à part entière avant la fusion des communes de 1971.
Saint-Gilles se trouve juste au sud du centre-ville de Termonde et sont désormais étroitement liées. Elle compte le plus grand nombre d'habitants de toutes les sections (12 882 habitants au 1er janvier 2020), le centre de Termonde inclus. Dans la section de Saint-Gilles-lez-Termonde se situent également les quartiers de Boonwijk et Lutterzele (nl).

## Démographie

### Évolution démographique
- Sources : INS, Rem. : 1831 jusqu'en 1970 = recensements, 1976 = nombre d'habitants au 31 décembre[2].

## Histoire

### Tuerie de Termonde
Le 23 janvier 2009, un homme âgé de 19 ans, armé d'un couteau, a attaqué une crèche dans le village, tuant trois personnes, dont deux enfants et une puéricultrice, et en blessant dix autres enfants et deux autres femmes.

## Culture et patrimoine

### Lieux et monuments

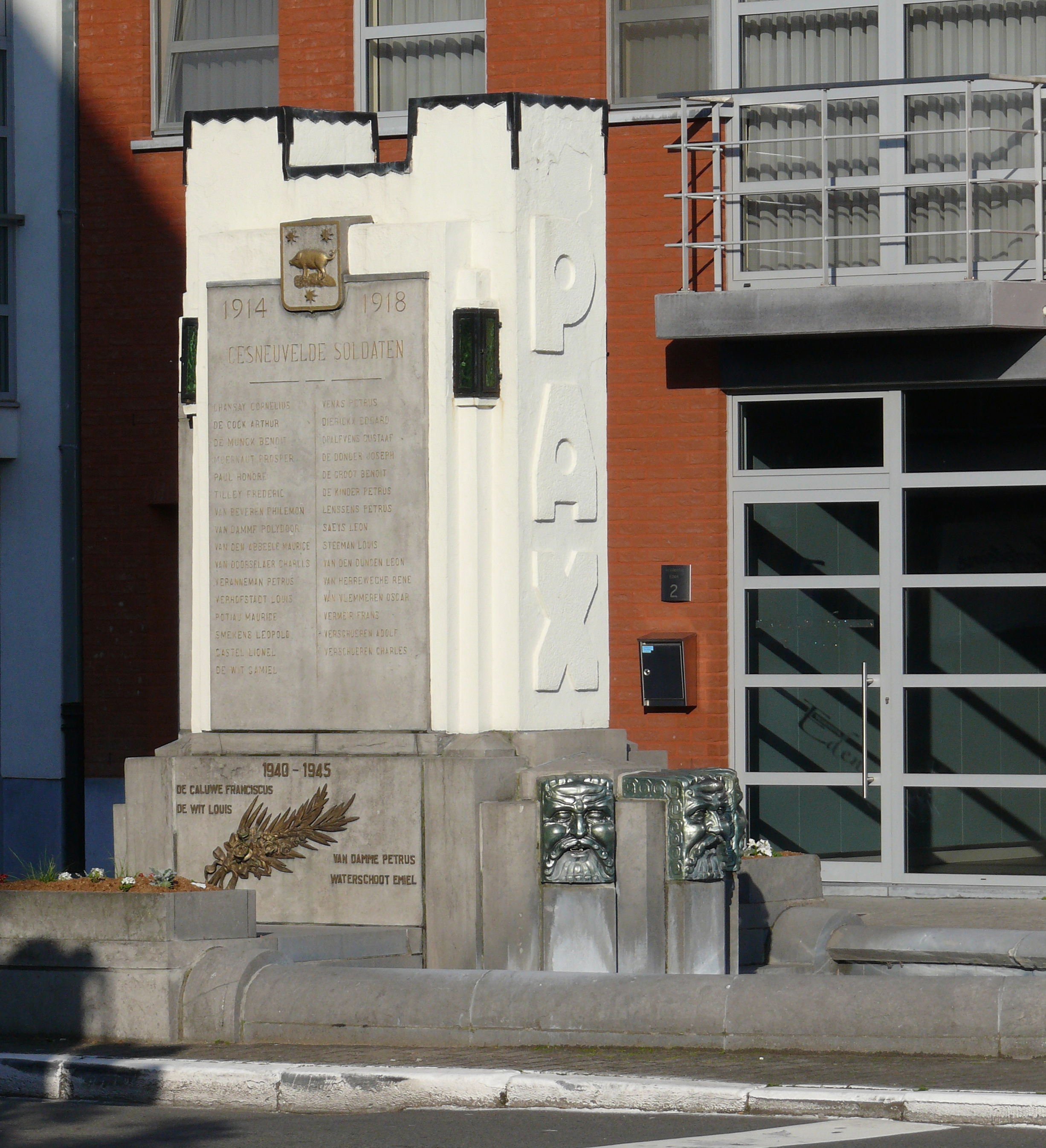
PAX, Monument de guerre

- Cinéma Albert, l'une des plus anciennes salles de cinéma de Belgique, en activité depuis 1914. Il s'agit de la seule salle de cinéma du Grand Termonde.
- Monument de guerre (Oorlogsmonument), monument aux morts situé depuis 1931 sur l'avenue Burgemeester Potiaulaan, commémorant les victimes de la Première Guerre mondiale. Le monument en style Art déco fut conçu par l'ingénieur gantois Jules Tijtgat.

## Personnalités nées à Saint-Gilles
- Emanuel Hiel (1834 - 1894), poète
- Wies Moens (1898 - 1982), littéraire
- Paul Hendrickx (1906 - 1969), homme politique et bourgmestre de Saint-Gilles-lez-Termonde de 1947 à 1969
- Ernest Maes (né en 1939), compositeur, pédagogue en musique, chef d'orchestre et corniste